# KFC Grobbendonk
KFC Grobbendonk is een Belgische voetbalclub uit Grobbendonk. De club is aangesloten bij de KBVB met stamnummer 380 en heeft mauve en wit als kleuren. De oude club speelde in haar bestaan 7 seizoenen in de nationale reeksen.

## Geschiedenis
De club werd opgericht in 1924 als FC Nut en Vermaak Grobbendonk en sloot zich aan bij de Belgische Voetbalbond. Grobbendonk ging er in de regionale reeksen spelen. Bij de invoering van de stamnummers in 1926 kreeg men stamnummer 380 toegekend. Grobbendonk kon de volgende jaren opklimmen tot in de hogere provinciale reeksen.
In 1953 bereikte FC Nut en Vermaak Grobbendonk voor het eerst de nationale bevorderingsreeksen, de een jaar eerder opgericht Vierde Klasse. Men eindigde er het eerste seizoen op een zesde plaats. In 1953 werd de club koninklijk en de clubnaam werd KFC Grobbendonk. Men kon zich een paar seizoenen handhaven in Vierde Klasse, tot men in 1957 op een voorlaatste plaats eindigde. Na vier jaar nationaal voetbal zakte de club weer naar Eerste Provinciale.
KFC Grobbendonk bleef twee jaar in Eerste Provinciale spelen, tot men in 1959 weer promoveerde naar Vierde Klasse. Daar kon men zich handhaven tot men in 1962 weer op een degradatieplaats eindigde. Na drie seizoenen zakte men nogmaals naar Eerste Provinciale.
Grobbendonk kende nu sportief een slechte periode. Men kon niet meer terugkeren in de nationale reeksen, maar degradeerde halfweg de jaren zestig integendeel naar Tweede Provinciale, en een paar seizoenen later zelfs even naar Derde Provinciale. Na een seizoen in Derde Provinciale keerde men terug in Tweede Provinciale en begin jaren 70 bereikte KFC Grobbendonk weer het hoogste provinciale niveau.
In de jaren 80 ging het opnieuw bergaf met de club. Men zakte weer naar Tweede en vervolgende naar Derde Provinciale. De club bleef nu de volgende decennia spelen in de laagste provinciale reeksen, Derde en Vierde Provinciale.

## Resultaten
| Seizoen | Klasse | Klasse | Klasse | Klasse | Klasse | Klasse | Klasse | Klasse | Reeks                | Punten | Opmerkingen                       |
|         | I      | II     | III    | IV     | P.I    | P.II   | P.III  | P.IV   |                      |        |                                   |
| ------- | ------ | ------ | ------ | ------ | ------ | ------ | ------ | ------ | -------------------- | ------ | --------------------------------- |
| 2010/11 |        |        |        |        |        |        |        | 11     | Vierde Prov. Antw.   | 37     |                                   |
| 2011/12 |        |        |        |        |        |        |        | 6      | Vierde Prov. Antw.   | 50     |                                   |
| 2012/13 |        |        |        |        |        |        |        | 3      | Vierde Prov. Antw.   | 58     |                                   |
| 2013/14 |        |        |        |        |        |        |        | 4      | Vierde Prov. Antw.   | 54     |                                   |
| 2014/15 |        |        |        |        |        |        |        | 8      | Vierde Prov. Antw.   | 31     |                                   |
| 2015/16 |        |        |        |        |        |        |        | 8      | Vierde Prov. Antw.   | 31     |                                   |
| 2016/17 |        |        |        |        |        |        |        | 12     | Vierde Prov. Antw.   | 34     |                                   |
| 2017/18 |        |        |        |        |        |        |        | 3      | Vierde Prov. Antw.   | 59     |                                   |
| 2018/19 |        |        |        |        |        |        |        | 10     | Vierde Prov. Antw.   | 45     |                                   |
| 2019/20 |        |        |        |        |        |        |        | 4      | Vierde Prov. Antw.   | 53     |                                   |
| 2020/21 |        |        |        |        |        |        |        | -      | Vierde Prov. Antw.   | -      | Seizoen geschrapt wegens Covid-19 |
| 2021/22 |        |        |        |        |        |        |        | 3      | Vierde Prov. Antw.   | 57     |                                   |
| 2022/23 |        |        |        |        |        |        |        | 2      | Vierde Prov. Antw.   | 55     | Verlies in de eindronde           |
| 2023/24 |        |        |        |        |        |        |        | 2      | Vierde Prov. Antw. E | 73     | Promotie                          |
| 2024/25 |        |        |        |        |        |        | 11     |        | Derde Prov. Antw. C  | 36     |                                   |
| 2025/26 |        |        |        |        |        |        |        |        | Derde Prov. Antw. C  |        |                                   |

## Bekende spelers
- Patrick Nys